# Valgrisenche

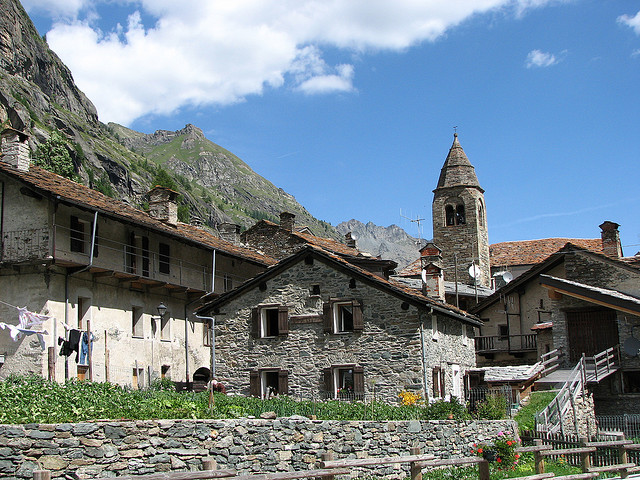

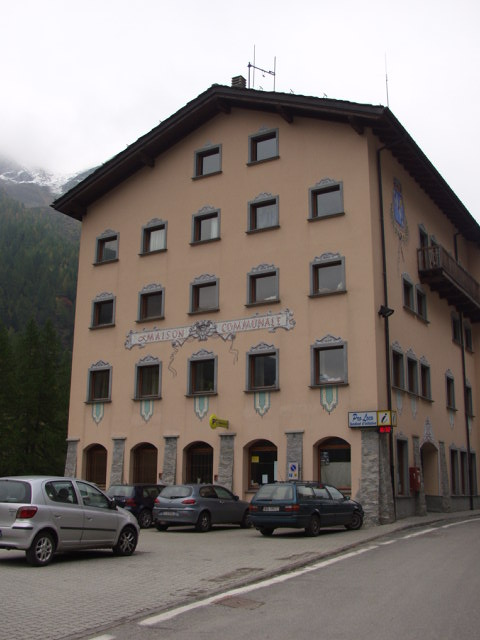
Ratusz

Valgrisenche – miejscowość i gmina we Włoszech, w regionie Dolina Aosty.
Według danych na styczeń 2009 gminę zamieszkiwało 188 osób przy gęstości zaludnienia 1,66 os./1 km².